# ウッドロウ・ウィルソン
トーマス・ウッドロー・ウィルソン（英語：Thomas Woodrow Wilson、1856年12月28日 - 1924年2月3日）は、アメリカ合衆国の政治家、政治学者。第28代アメリカ合衆国大統領を務めた。アンドリュー・ジャクソンの次にホワイトハウスで連続2期を務めた2人目の民主党の大統領である。「行政学の父」とも呼ばれる。

## 概要
進歩主義運動の指導者として1902年から1910年までプリンストン大学の総長を務め、1911年から1913年までニュージャージー州知事を務めた。1912年アメリカ合衆国大統領選挙では共和党はセオドア・ルーズベルトとウィリアム・ハワード・タフトの支持に分裂し、結果として民主党候補であったウィルソンが大統領に当選した。名誉学位では無く、実際の学問上の業績によって取得した博士号を持つ唯一の大統領である。
1885年にブリンマー大学で歴史学及び政治学を教えた後、1886年にはジョンズ・ホプキンス大学から政治学の博士号を受ける。1888年にコネチカット州のウェズリアン大学に勤め、1890年にプリンストン大学の法律学と政治経済学の教授に就任し、1902年6月9日に満場一致でプリンストンの学長に選ばれた。1910年から翌年までアメリカ政治学会の会長であった。
1887年に執筆した論文『行政の研究』（ザ・スタディ・オブ・アドミニストレイション）において、政治行政分断論を提起し、実務的に政治（政党政治）と行政の分離(政治行政二分論)を唱え、猟官制の抑制と近代的官僚制の再導入を提唱するとともに、研究領域的に政治学から行政学を分離した。ウィルソンの行政学に関する論文はこれ1つだけであるが、これによって、フランク・グッドナウと並んでアメリカにおける行政学の創始者として位置づけられている。

### 大統領
当初の中立姿勢を放棄して戦争を終わらせるための戦争として第一次世界大戦への参戦を決断し、大戦末期にはウラジーミル・レーニンの「平和に関する布告」に対抗して「十四か条の平和原則」を発表、新世界秩序を掲げてパリ講和会議を主宰し、国際連盟の創設に尽力した。その功績により、ノーベル平和賞を受賞している。敬虔な長老派教会の信者であったウィルソンは、教訓主義の深い感覚をインターナショナリズムに取り入れた。それは現在「ウィルソン主義」と呼ばれる。ウィルソン主義は、アメリカ合衆国が民主主義を標榜し国内外の政治体制の変革を追求することを使命と見なすことであり、今日も議論されるアメリカの外交政策の指針となった。ただし、ここまでの成果は慈善家のクリーブランド・ドッジの協力無しには得られなかった。

## 生い立ち
1856年12月28日にバージニア州スタントンにて、長老派の牧師であったジョゼフ・ラグルズ・ウィルソン（1822年 - 1903年）博士とジェシー・ジャネット・ウッドロウ（1826年 - 1888年）の4人の子供の3番目に誕生する。祖先はスコットランド人及びスコッチ＝アイリッシュであった。父方の祖父母は1807年に北アイルランドのティロン県ストラベーンから移住した。祖父と父は敬虔なキリスト教牧師であり、特に父は合衆国長老教会の創設者の1人である。
母親はペイズリー出身のトーマス・ウッドロウ博士と、グラスゴー出身のマリオン・ウィリアムソンの娘で、カーライルで生まれた。母方の祖父母の白壁の家は、北アイルランドの観光名所となった。
ウィルソンの父親はオハイオ州スチューベンビル出身で、そこでは祖父が『ウェスタン・ヘラルド・アンド・ガゼット』紙を発行していた。同紙は関税支持および反奴隷制の立場にあった。ウィルソンの両親は1851年に南に移動し、連合国を支持した。父親は奴隷制を擁護して奴隷を所有し、彼らのための日曜学校を開いた。父親の教会では傷ついた南軍の兵士の手当もした。彼はまた牧師として短期間南軍に従軍した。ウィルソンの最も初期の記憶は、エイブラハム・リンカーンが大統領に選ばれ、戦争が始まったことであった。ウィルソンはロバート・E・リーの横に立って彼の顔を見上げたことをいつまでも忘れなかった。
ウィルソンの父は、1861年にアメリカ合衆国長老教会から分裂した南長老教会の創設者の一人であった。彼は南長老教会の初代常任牧師であり、1865年から98年まで書記を務め、1879年には長老教会総会議長を務めた。ウィルソン自身は14歳まで、父親が牧師を務めたジョージア州オーガスタで成長した。父は彼に牧師を継がせようとしたが、ウィリアム・グラッドストンに私淑して政治家を志した。ウィルソンは自らを「神の子」と信じていたふしがあり、政治への道を召命と見なしたことで、後にジークムント・フロイトの精神分析対象となった。
ウィルソンはディスレクシアの為に9歳まで文字が読めず、11歳まで文章を書くことができなかった。しかしそれを克服するため、速記を独学で覚えた。彼は決断と自己規律を通して学業を修め、自宅で父の指導の下で学んだ後、オーガスタの小さな学校に通った。レコンストラクションの間はサウスカロライナ州の州都コロンビアで暮らし、父は同地でコロンビア神学校の教授を務めた。
1873年にノースカロライナのデイビッドソン大学で学び、1年後にプリンストン大学へ編入して1879年に卒業した。彼はファイ・カッパ・サイのメンバーだった。2年目からは政治哲学と歴史に関する書籍を数多く読んだ。ウィルソンが公的生活に入るインスピレーションとなったのはイギリス人の議会スケッチ作家、ヘンリー・ルーシーであった。彼はアメリカン・ホィッグ・クリオソフィック・ソサエティの活動家であり、リベラル・ディベーティング・ソサエティを結成した。
1879年にバージニア大学で1年間法律を学んだ。卒業はしなかったものの、バージニア・グリー・クラブおよびジェファーソン・リタリティ・アンド・ディベーティング・ソサエティの活動に深く関わり、会長を務めた。しかしながら体調不良のため大学を辞めることにし、ウィルミントンの自宅に戻り、そこで法律の勉強を続けた。

## ニュージャージー州知事から大統領へ
ウィルソンは同時代の政治的問題に対する公的コメントにより全国的な評判を得、その立場の政治的重要性は増加した。1910年には民主党のニュージャージー州知事候補に指名されてこれを受諾、秋の選挙に勝利して学者出身知事となった。 1912年アメリカ合衆国大統領選挙で民主党は大統領候補にウィルソンを指名した。ウィルソンは大統領選で「ニュー・フリーダム」をスローガンに掲げた。共和党のウィリアム・タフトとセオドア・ルーズベルトは互いに対立し、共和党は内部分裂した。結果、ウィルソンは大統領選に勝利した。

## 大統領として

連邦議会でドイツとの休戦協定を読み上げるウィルソン（1918年11月11日）。

ウィルソンはニュー・フリーダムと呼ばれる進歩主義的国内改革を実行した。企業独占を支えた高率の関税を引き下げるなど、改革の意志を鮮明にした。一方、外交では共和党政権時代の「棍棒外交」・「ドル外交」を批判し、「宣教師外交」を主張したが実態は何も変わらず、中南米諸国から反発を招いた。ウィルソン政権下でハイチが保護国となりドミニカも軍政下に置かれた。また、メキシコ革命の際はアメリカ軍を派遣してベラクルスを武力占領し、革命に干渉した。
任期1期目でウィルソン連邦準備法、連邦取引法、クレイトン法、農業信用法および1913年歳入法に基づく初めての連邦累進所得税が議会通過するように民主党を説得した。ウィルソンは政権に南部人を多く起用し、彼らが多くの連邦機関で人種隔離を拡大することを許容した。
第一次世界大戦に対してアメリカ合衆国を中立の立場に保ち、それは 1916年アメリカ合衆国大統領選挙での再選に寄与した（再選に向けたキャンペーンのスローガンは「彼は私たちを戦争に巻き込まなかった」であった）。しかし実際にはアメリカは連合軍側への物資・武器の提供や多額の戦費貸付を行っており、中立国の義務を果たしてはいなかった。これに対抗したドイツの無制限潜水艦作戦によって発生したルシタニア号沈没事件による国民の反独感情や極東における日本の台頭を懸念する世論によって参戦圧力は増大し、「ツィンメルマン電報」の暴露から1ヶ月後、アメリカは1917年4月6日にドイツへの宣戦を布告した。開戦に際してウィルソンは国内統制を強化し、愛国団体を通じてナショナリズムを煽って労働運動・反戦運動などを弾圧した。
1917年にウィルソンは南北戦争以来初の徴兵を実施し、自由公債を発行して何十億ドルもの戦費を調達した。戦時産業局を設置し、労働組合の成長を促進した他、リーバー法（戦後廃止）を通して農業と食糧生産を監督し、鉄道の監督を引き継いだ。さらに最初の連邦レベルの麻薬取締法を制定し、反戦運動を抑圧した。ウィルソンは1917年から18年にかけて国を覆った反ドイツ感情を奨励することはなかったが、それを抑え込もうとすることもなかったし、その動きを止めることもしなかった。
第一次世界大戦末期の1918年1月8日に、ウィルソンは「十四か条の平和原則」を発表した。疲弊したドイツ帝国は降伏し休戦協定の締結へと至った。ウィルソンはイギリスとフランスに「平和原則」を講和の前提とするように求めた。

### パリ講和会議

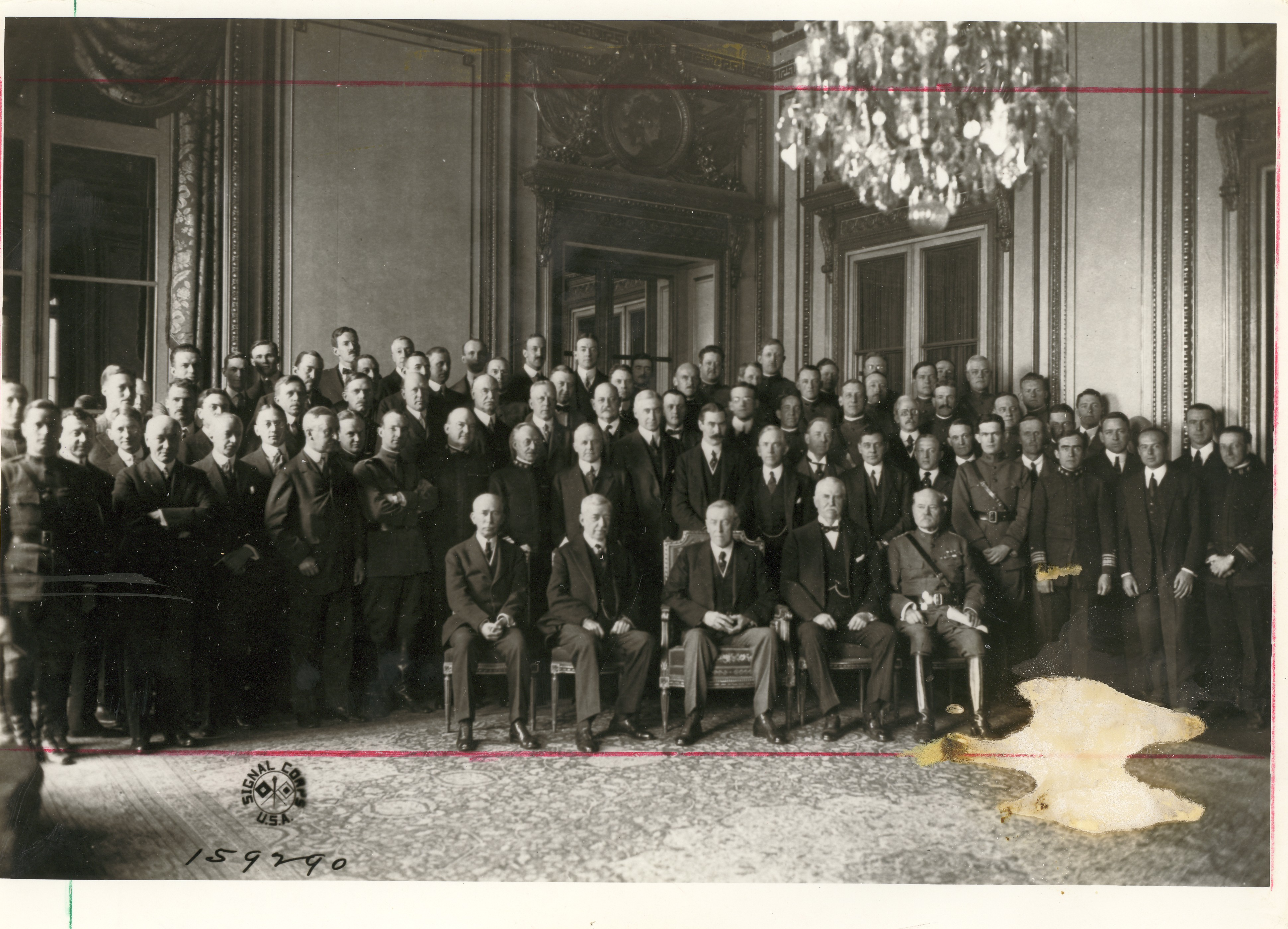
パリ講和会議におけるアメリカ全権団とそのスタッフ

第一次世界大戦休戦後、アメリカ国内での参加への反対を押し切り和平会談に出席するため1918年12月4日にフランスのパリへ出発した。ウィルソンは在職中にヨーロッパへ外遊した最初の大統領である。ウィルソンの側近であるエドワード・ハウスが第一次世界大戦後の世界秩序構築のために設立した調査組織インクワイアリーも代表団に加わり、ウィルソンに同行した。ウィルソンは「平和原則」で示した公正な態度のため、連合国国民のみならず、旧中央同盟国国民からの期待も集めていた。イギリスやフランスでも「正義なる人ウィルソン」と讃えられ、熱狂的な歓迎を受けた。ウィルソンはフランスのジョルジュ・クレマンソー首相、イギリスのデビッド・ロイド・ジョージ首相と共に講和会議の三巨頭として主要な案件に携わり、戦後秩序の決定者の一人となった。しかし十四か条の平和原則がそれまで大戦中に英仏伊日など主要国が結んだ協定や条約などのそれまでの国際法を無効にし、アメリカの要求に従って最初から決めるように求める内容であったため会議参加国の反発を招いた。特にドイツに苛烈とも言える賠償を求めたフランスのクレマンソーとの対立は根深く、一時は会議決裂すら危惧される情勢であった。また、国際連盟建設については意欲的であり、講和会議小委員会の一つである国際連盟委員会委員長にはウィルソンが自ら就任している。
この委員会で日本全権の牧野伸顕らは、国際連盟規約に人種差別の禁止を盛り込むという人種的差別撤廃提案を提案した。ウィルソンに同行していたエドワード・ハウスは日本側から草案を見せられた際に、ウィルソンも賛成するだろうと述べており、翌日にはウィルソンは大統領提案として人種差別撤廃を提案すると日本側に伝達している。しかしイギリス連邦、特にオーストラリアの反発は強く、またアメリカ上院もこの提案が内政干渉にあたり、この提案が通れば条約を批准しないと猛反発した。採決においては11対5で賛成多数だったにもかかわらず、「全会一致でない」「本件のような重大な問題についてはこれまでも全会一致、少なくとも反対者ゼロの状態で採決されてきた」として議長権限により否決とした。一方で、日本が要求したドイツが持っていた山東半島の権益を日本に引き渡すという山東問題においては、日本が連盟不参加をほのめかす強硬措置を執ったため、親中華民国派が多いアメリカ全権団内部からの反発を押して、不本意ながら日本に山東半島の権益を引き渡すことに合意している。
ウィルソンはこの件にもあるように、国際連盟成立のために様々な譲歩を余儀なくされ、期待を寄せていた人々からの失望を買った。また山東問題の譲歩などで、アメリカ全権団内からの支持も失った。それでもヴェルサイユ条約をはじめとする各講和条約が成立し、国際連盟も成立する運びとなった。しかしアメリカ上院は、加盟国が侵略を受けた際、アメリカを含む国際連盟理事会が問題解決に義務を負うという国際連盟規約第10条が、モンロー主義を掲げるアメリカの中立主義に抵触すると反発した。側近はこの条項を受諾するに当たって留保条件をつけて上院の同意を得るべきだと説得したが、ウィルソンはこの譲歩に頑として応じなかった。結果、上院は批准を行わず、アメリカは国際連盟に参加することはできなかった。1919年のノーベル平和賞受賞は、連盟創設の功績によるものである。

### 大統領顧問団

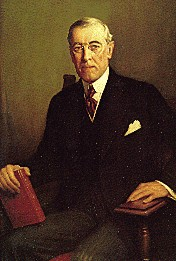
ホワイトハウスのポートレイト

| 職名     | 氏名                         | 任期            |
| -------- | ---------------------------- | --------------- |
| 大統領   | ウッドロウ・ウィルソン       | 1913年 - 1921年 |
| 副大統領 | トーマス・マーシャル         | 1913年 - 1921年 |
| 国務長官 | ウィリアム・ブライアン       | 1913年 - 1915年 |
| 国務長官 | ロバート・ランシング         | 1915年 - 1920年 |
| 国務長官 | ベインブリッジ・コルビー     | 1920年 - 1921年 |
| 財務長官 | ウィリアム・マカドゥー       | 1913年 - 1918年 |
| 財務長官 | カーター・グラス             | 1918年 - 1920年 |
| 財務長官 | デイヴィッド・ヒューストン   | 1920年 - 1921年 |
| 陸軍長官 | リンドリー・ガリソン         | 1913年 - 1916年 |
| 陸軍長官 | ニュートン・ベイカー         | 1916年 - 1921年 |
| 司法長官 | ジェームズ・マクレイノルズ   | 1913年 - 1914年 |
| 司法長官 | トーマス・グレゴリー         | 1914年 - 1919年 |
| 司法長官 | ミッチェル・パーマー         | 1919年 - 1921年 |
| 郵政長官 | アルバート・バーレソン       | 1913年 - 1921年 |
| 海軍長官 | ジョセファス・ダニエルズ     | 1913年 - 1921年 |
| 内務長官 | フランクリン・レーン         | 1913年 - 1920年 |
| 内務長官 | ジョン・パイン               | 1920年 - 1921年 |
| 農務長官 | デイヴィッド・ヒューストン   | 1913年 - 1920年 |
| 農務長官 | エドウィン・メレディス       | 1920年 - 1921年 |
| 商務長官 | ウィリアム・レッドフィールド | 1913年 - 1919年 |
| 商務長官 | ジョシュア・アレグザンダー   | 1919年 - 1921年 |
| 労働長官 | ウィリアム・ウィルソン       | 1913年 - 1921年 |

### 政権末期

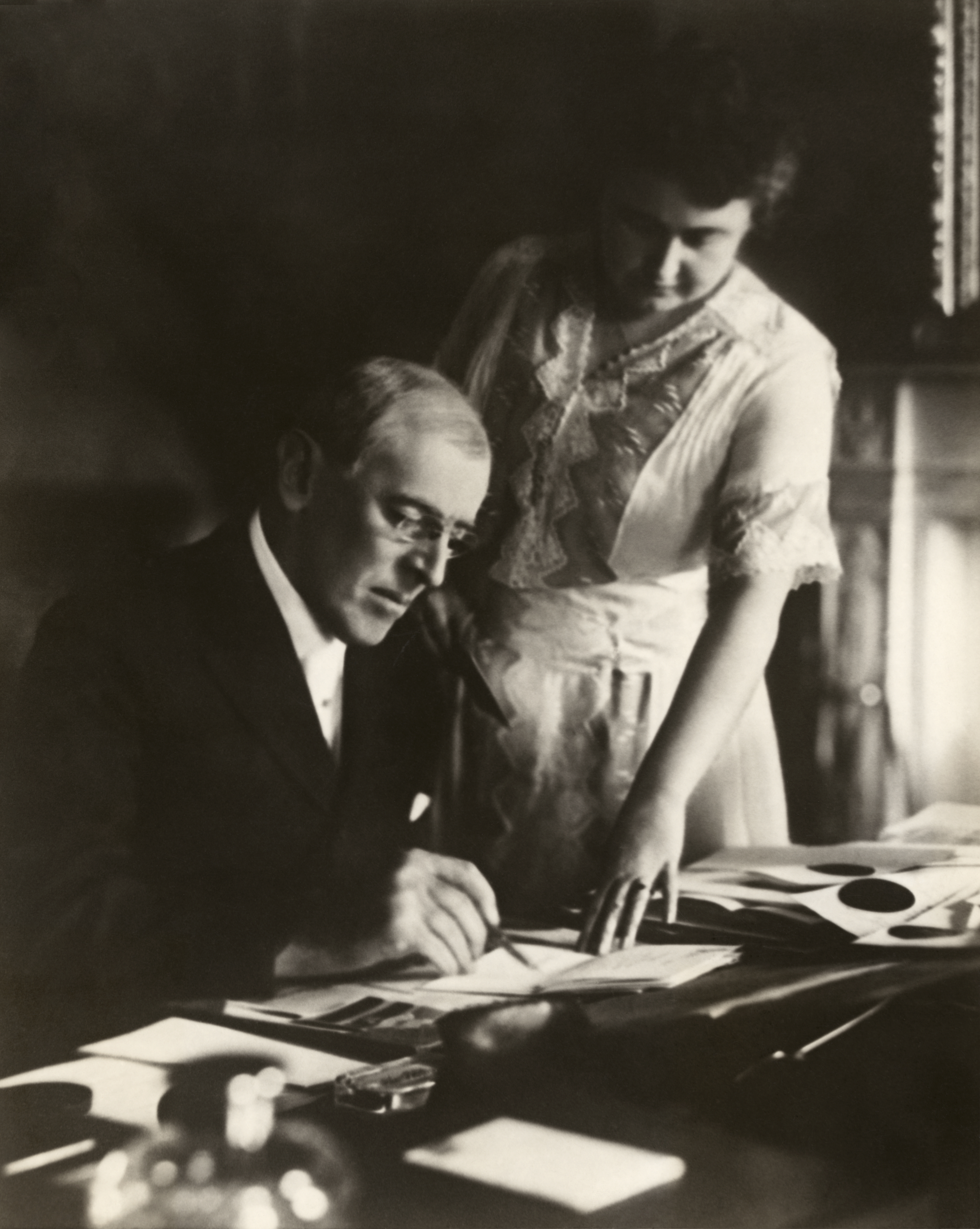
イーディス・ウィルソン夫人(右)と

もともと偏頭痛の持病があったが、1919年10月2日にコロラド州で脳梗塞を発症した。一命は取りとめたものの、左半身不随、左側視野欠損、言語障害といった重い後遺症が残り、大統領としての執務は事実上不可能となった。しかし、主治医と大統領夫人のイーディス・ウィルソンはこの事実を秘匿し、以後の国政の決裁はイーディスが夫の名で行うこととなった。ウィルソンは長期間のリハビリを経た後、政権末期になってようやく閣議に出席できるまでに回復したが、言語に明瞭さは戻ったものの機械的で感情を欠き、政策も無為無策で事なかれ主義が目立つものとなった。こうした事態を収拾し職務を代行すべきであったトーマス・マーシャル副大統領は、そもそもウィルソンと不仲で副大統領職も半ば嫌々引き受けたという事情もあり、大統領の職務不能を知ってもあえて火中の栗を拾おうとはせず、いくつかの儀典に大統領の名代として参加した他は職務権限の代行は一切しなかった。
こうした事実が明らかになったのは、実にウィルソンの死後になってからのことであり、これが後の大統領権限継承順位を明文化した憲法修正第25条制定の伏線となった。

## 結婚

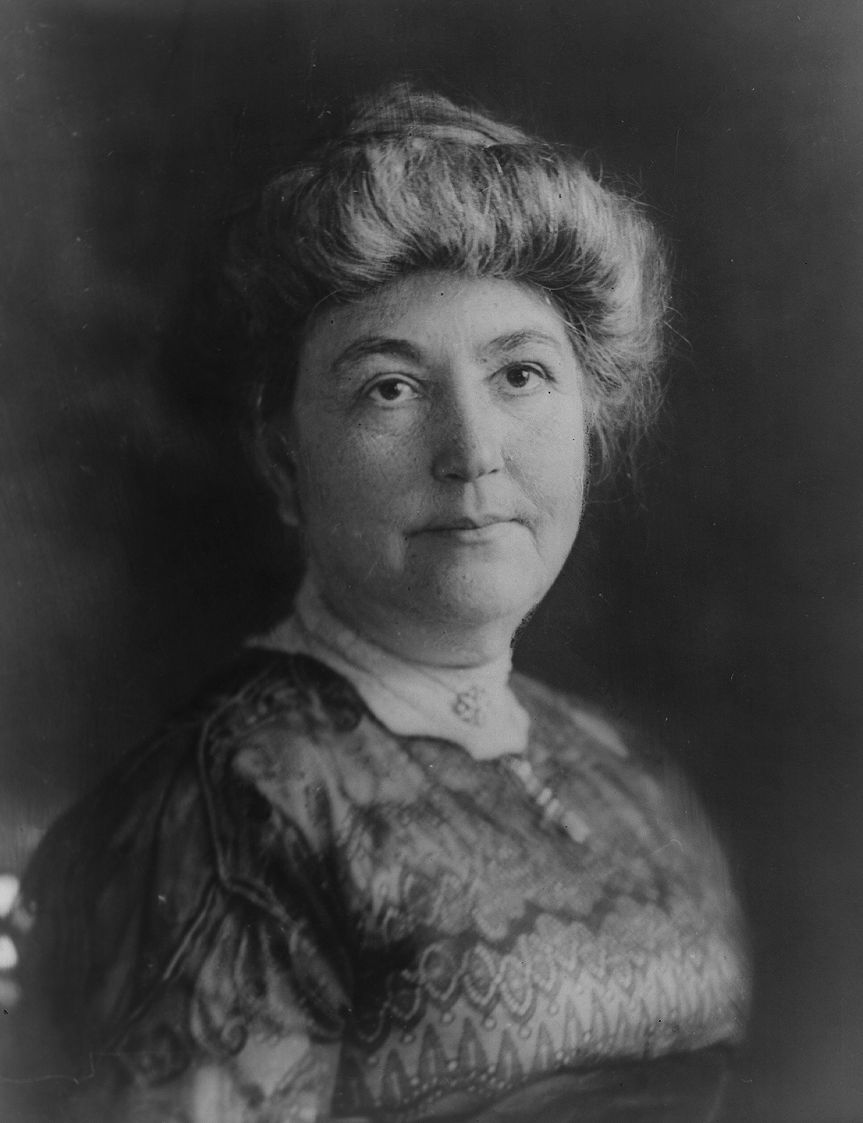
エレン・ルイーズ夫人

1885年にジョージア州出身のエレン・ルイーズ・アクソン（Ellen Louise Axson）と結婚し、マーガレット（1886年 - 1944年）、ジェシー（1887年 - 1933年）、エレノア（1889年 - 1967年）の三女をもうけた。エレンは徐々に健康を害し1914年にブライト病（現在の腎臓炎）で死去した。ウィルソンは、在任中に独身だったことのある3人の大統領のうちの一人となっている。エレンがなくなってから、再婚するまでの間は、長女のマーガレットが事実上のファーストレディとなった。
1915年に58歳のウィルソンは、ボーリング家（ポカホンタスの子孫）出身であり未亡人となっていた43歳のイーディス・ボリング・ガルト（1872年 - 1961年）を紹介されて再婚した。イーディスは第一次世界大戦下でファーストレディの重責を務め、1919年にウィルソンが倒れると2年間にわたり非公式ながら夫に代わって国政をみた。

## 死去
1921年3月4日にウィルソンと妻はホワイトハウスを離れ、ワシントンD.C.のエンバシー・ロウにある自宅に移った。ウィルソンは毎日のドライブを続け、土曜の夜はキースのボードビル劇場に通った。ウィルソンはアメリカ歴史協会の会長を務めた2人の大統領の一人であった（もう一人はセオドア・ルーズベルト）。
1924年2月3日に自宅で死去し、ワシントン大聖堂に埋葬された。ウィルソンはワシントンD.C.に埋葬された唯一の大統領である。なお妻のイーディスは夫の死後37年間を自宅で過ごし、1961年12月28日に死去した。その日はワシントンD.C.近くのウッドロウ・ウィルソン記念橋開通式典開催日で、彼女は式典の主賓であった。彼女は愛犬のルーターを枕元において死去した。イーディスはアメリカ合衆国ナショナル・トラストに自宅を、夫の記念博物館にするよう託した。ウッドロウ・ウィルソン・ハウスは博物館として公開される。1964年にはアメリカ合衆国国定歴史建造物に指定され、1966年にはアメリカ合衆国国家歴史登録財に登録された。
ウィルソンは1917年5月31日に遺書を執筆し、妻のイーディスを執行者に指名した。彼は娘のマーガレットに独身でいる限り毎年2,500ドルの年金を残し、前妻の動産も娘に託した。残りの財産と不動産はイーディスに相続させ、イーディスの死後に娘達が等分に相続するようにとした。イーディスに子供がいた場合、彼女の子供はウィルソンの娘と同等に遺産を相続したであろう。イーディスには子供がいなかったので、ウィルソンは彼女が3度目の結婚で子供を作った場合に備えていた。

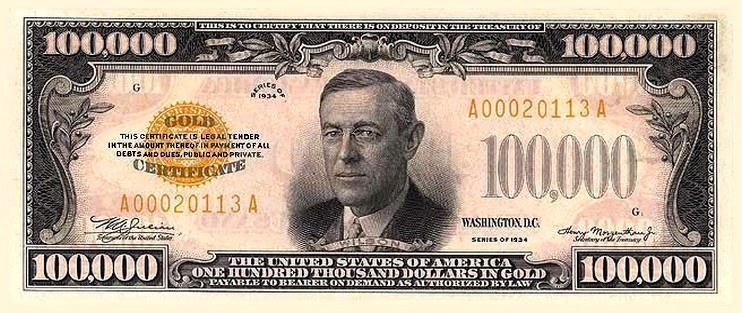
ウィルソンの肖像が描かれた10万ドル金貨証券

- ジョンズ・ホプキンズ大学の学生寮ウィルソン・ハウスは彼にちなんで命名された。
- プリンストン大学の公共政策大学院であるウッドロウ・ウィルソン・スクールも彼にちなんで命名された。しかし2020年6月27日、同大学はウィルソンが人種差別的な政策を進めたとして、彼の名を冠した学部・建物から名前を外すと発表した[34][35]。
- ウィルソンの肖像は1934年から1946年まで10万ドルの金貨証券（英語版）に用いられた。この額面10万ドルの金貨証券は金貨証券史上最高額面（及びアメリカドル紙幣の最高額面1万ドルを上回るもの）であるが、大統領令6102号（英語版）により一般市民が金貨証券（および流通用金貨と金地金）の所持を禁じられた後に発行されたものであり、連邦準備銀行や財務省の財務処理のためにのみ使用された。
- 原子力潜水艦ウッドロウ・ウィルソン (USS Woodrow Wilson, SSBN-624) は彼にちなんで命名された。
- 現在のスロバキアの首都であるブラチスラヴァ市は、第一次世界大戦後短期間「ウィルソン市」(Wilsonovo mesto)と呼ばれた。これはウィルソン大統領がチェコスロバキアの建国を支援したことを記念したものであった。
- 伝記にアーサー・リンク、草間秀三郎訳『ウッドロー・ウイルソン伝』（南窓社、1980年）がある。
- 議会での口頭による一般教書演説を、ワシントン以来124年ぶりに行っている。
- 身長5フィート11インチ（約180センチメートル）[36]。